# Runenstein Sö 98

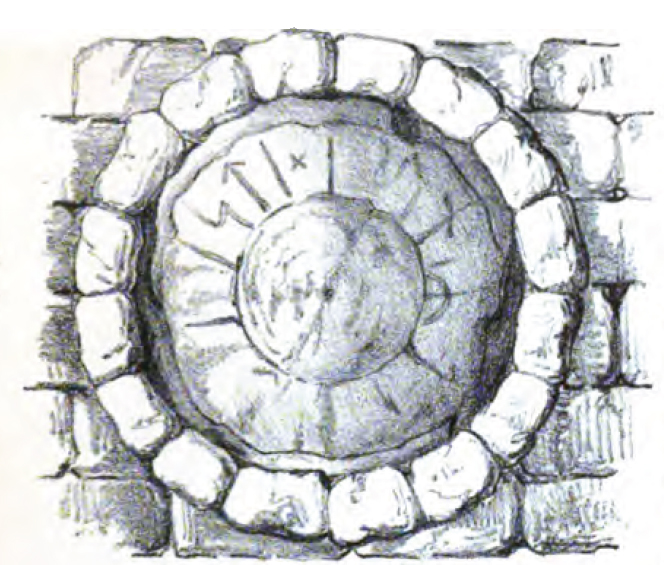
Sö 98 nach einer Zeichnung von Richard Dybeck von 1855

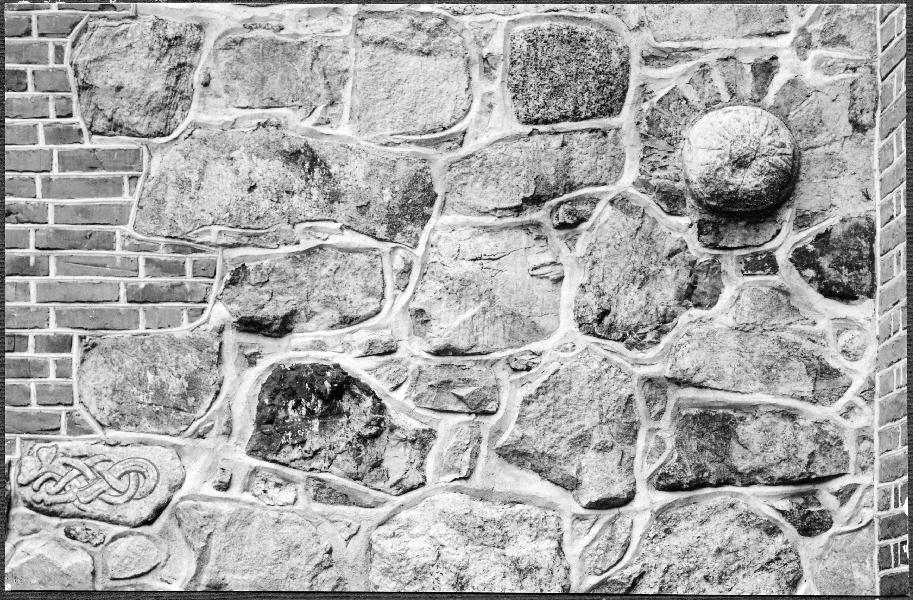
Sö 98 (rechts oben) und Sö 99 (links unten)

Der Runenstein Sö 98 gehört zusammen mit Runenstein Sö 96, Runenstein Sö 97 und den Fragmenten von Runenstein Sö 99 und Sö 100 zu den Runensteinen der Jäders kyrka in Jäder bei Kjulaås, nordöstlich von Eskilstuna in Södermanland in Schweden.
Die Runeninschrift Sö 98 in der Mauer der Jäders kyrka wird häufig als „Limpa(n)“ (Laib) bezeichnet, da der Stein einem runden Brot ähnelt. Der rund ummauerte Kalkstein befindet sich in etwa 2,7 Metern Höhe in der südlichen Außenmauer der Kirche und war vermutlich eine Grabkugel, die auf einem Grab an der frühmittelalterlichen Kirche lag. Teile der kurzen Inschrift sind verwittert. Der Rest lautet: „… ritzte die Runen nach“. Eine andere, nur verzierte Grabkugel ist in der Mauer der Toresunds kyrka bei Strängnäs eingemauert. Etwas seitlich und unterhalb befindet sich Sö 99. Die beiden Steine wurden vermutlich zu dekorativen Zwecken eingemauert. 